# Westerpark (Nijmegen)
Het Westerpark is een park in de Nederlandse stad Nijmegen in de wijk de Biezen in het stadsdeel Oud-West. Het park werd in mei 2010 geopend op een terrein wat daarvoor grotendeels in gebruik was als sportpark en samengevoegd werd met enkele grote bermen. Het Westerpark is een groene zone tussen de woonwijken Waterkwartier en Batavia (buurt Koningsdaal) en het Haven- en Industrieterrein.
Het Westerpark biedt een heemtuin, speeltuin en een beeldentuin waar verschillende kunstwerken die in de loop der tijd door de gemeente Nijmegen in het depot geplaatst waren een nieuwe bestemming kregen. Het zuidelijke deel van het Westerpark beslaat grotendeels een vijver die de functie heeft van overstort.

## Galerij

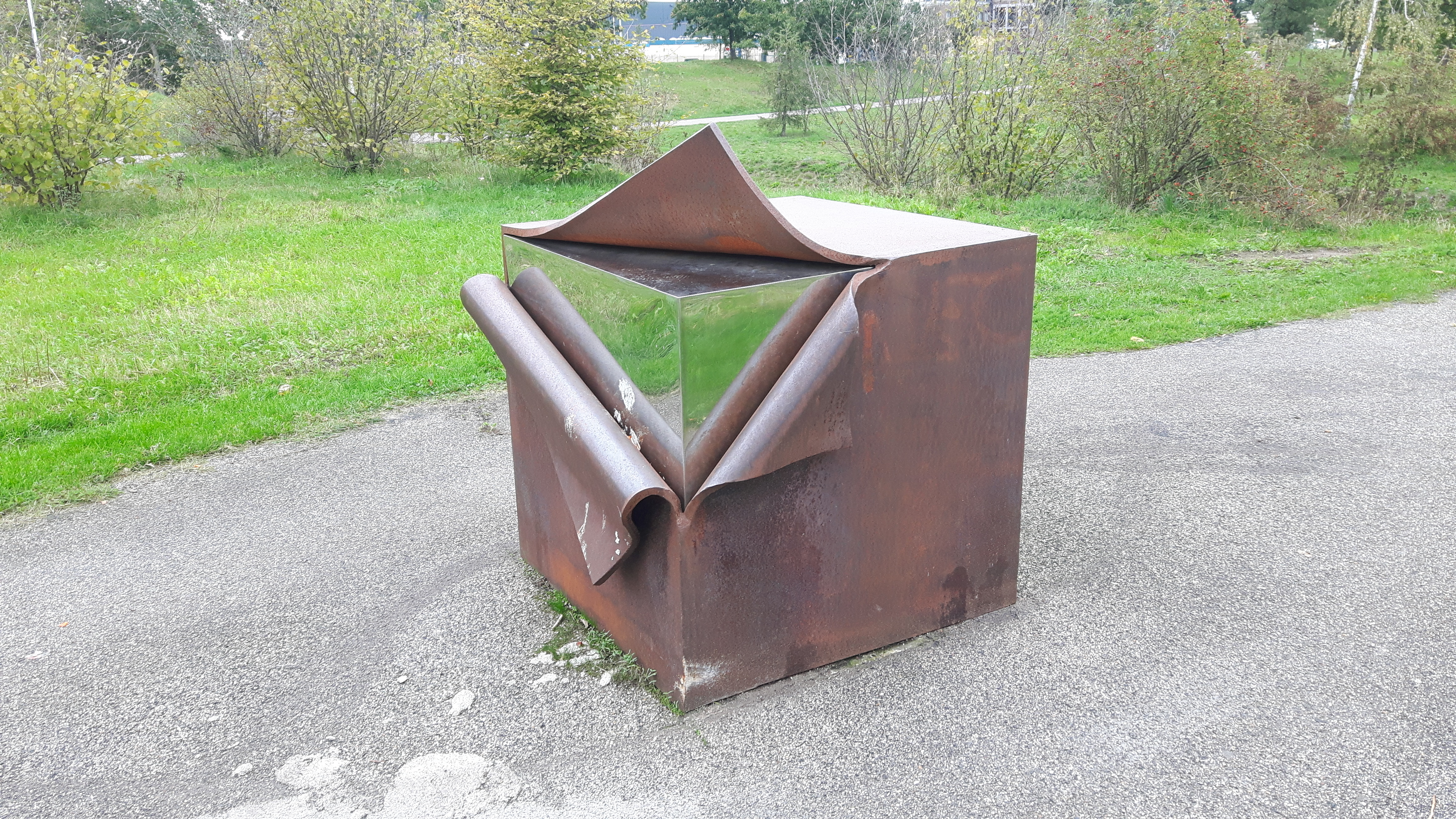
Kubus, Gerard Walraeven
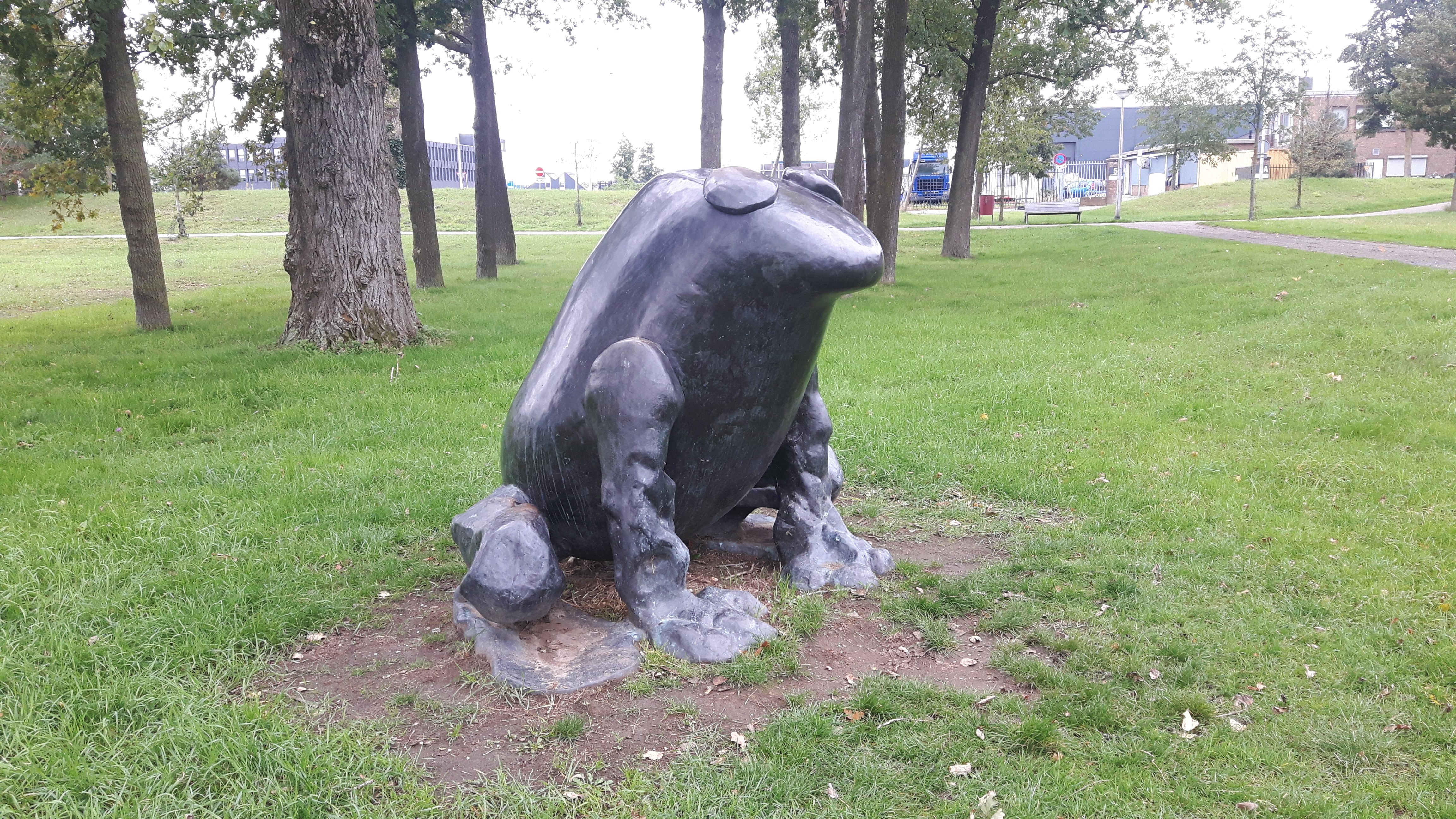
Monster Kikker, Tom Claassen
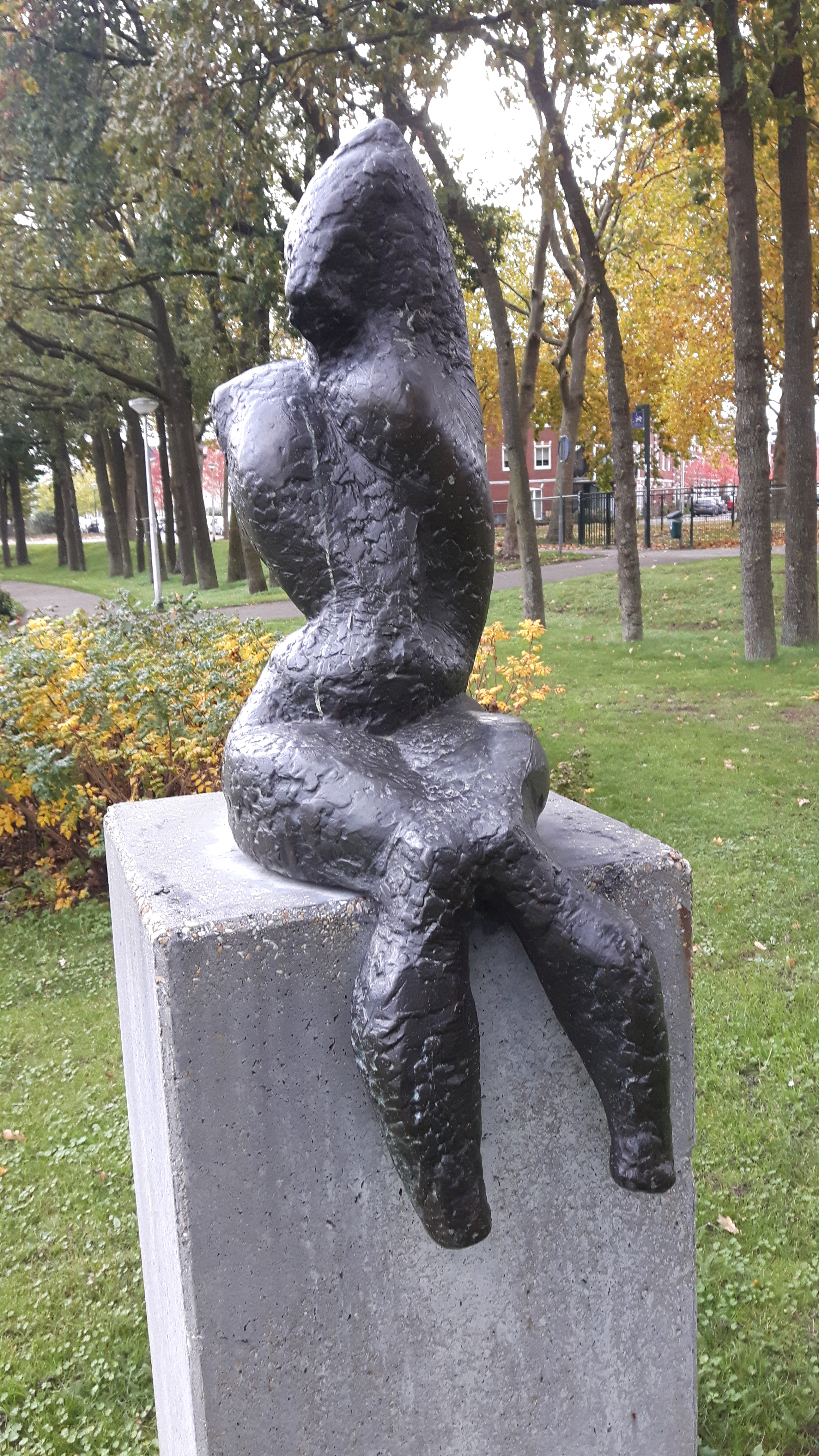
Sculptuur van vrouwenfiguur, Oscar Goedhart
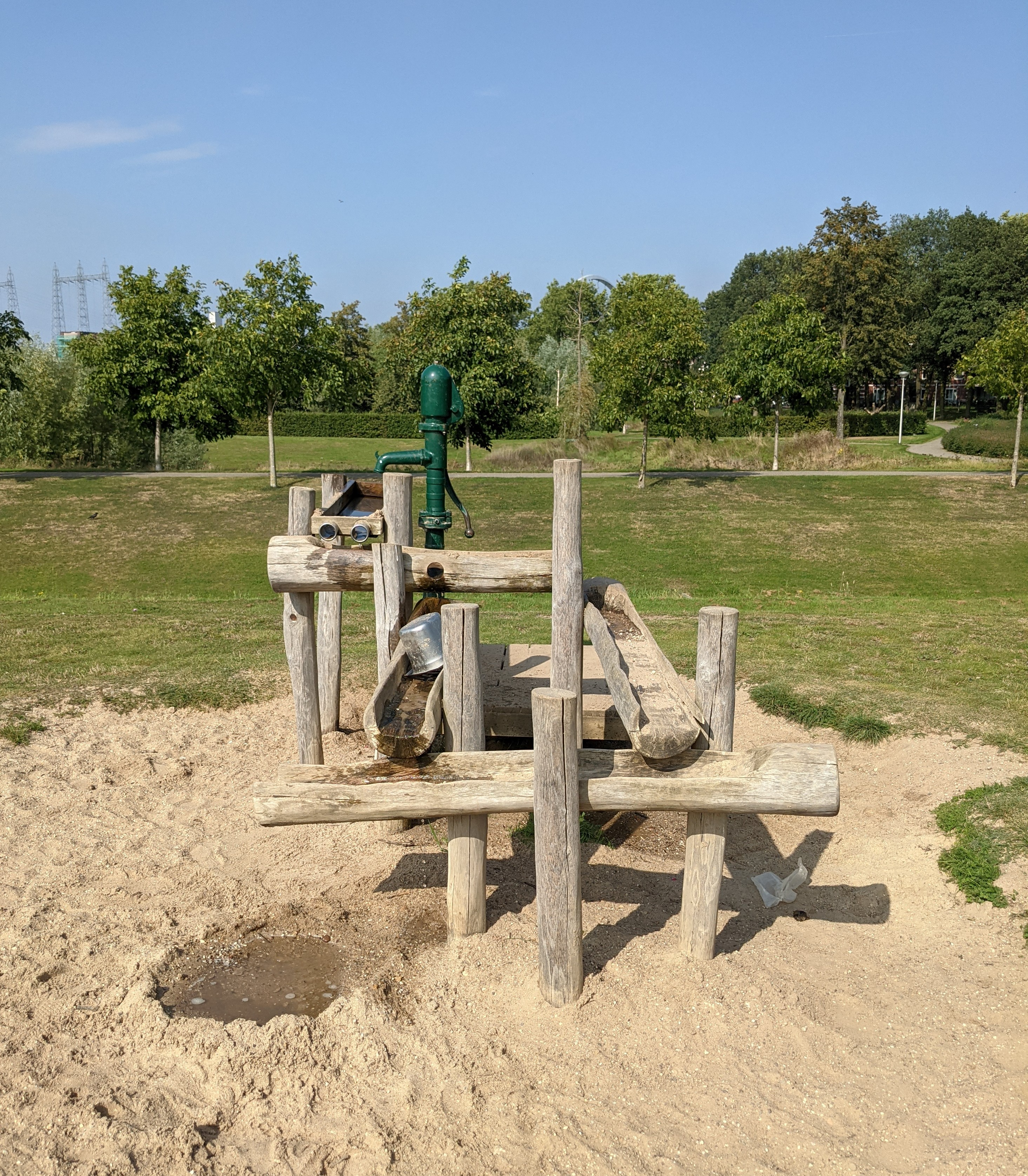
Waterpomp, speeltuin Westerpark